# Società Sportiva Maceratese 2016-2017
Questa voce raccoglie le informazioni riguardanti la Società Sportiva Maceratese nelle competizioni ufficiali della stagione 2016-2017.

## Stagione
La stagione 2016-2017 comincia con la Tim Cup, nella quale la Maceratese mancava da 76 anni (dal 1º dicembre 1940 nella stagione 1940-1941, dove la Maceratese perse in casa per 1-2 contro il Siena nel terzo turno eliminatorio), dove deve affrontare, nel primo turno, il Campodarsego, squadra di Serie D. Si doveva giocare in casa della Maceratese, in quanto quest'ultima ha il ranking più alto di tutte le squadre di Lega Pro (n°43), mentre il Campodarsego quello più basso di tutti (n°78). Tuttavia, si gioca in casa del Campodarsego allo stadio "Il Gabbiano", a causa della richiesta dell'inversione di campo da parte della società per il rifacimento del manto erboso nello Stadio Helvia Recina. La Maceratese, seguita da circa 80 supporters irriducibili, dopo un 2-2 ai tempi regolamentari, e un 3-3 ai supplementari, vince 4-3 ai rigori. Decisivi gli errori di Alìu e Radrezza per il Campodarsego e il gol di Malaccari per la Maceratese, che si qualifica al turno successivo dove sfiderà il Carpi. Nel secondo turno perde per 3-2 contro il Carpi uscendo, così, dalla Coppa Italia.

## Divise e sponsor
Il fornitore ufficiale di materiale tecnico per la stagione 2016-2017 è Sportika mentre lo sponsor ufficiale è Gobid.it.
| 1ª divisa | 2ª divisa | 3ª divisa |

## Organigramma societario
Area direttiva
- Presidente e general manager: Maria Francesca Tardella
- Amministratore delegato: carica vacante
- Segretario generale: Paola Pippa
- Segretario: Antonio Romagnoli
- SLO: Pietro Giulianelli
- Team manager: Massimo Clementoni
- Addetto stampa: Luca Muscolini

Area tecnica
- Direttore sportivo: Gianluca Stambazzi poi Fabrizio Benassi poi Alessio Matrecano
- Allenatore: Federico Giunti
- Allenatore in seconda: Franco Gianangeli
- Preparatore dei portieri: Giovanni Vecchini
- Preparatore atletico: Romano Mengoni

Settore giovanile
- Responsabile scuola calcio e allenatore Berretti: Alessandro Degli Esposti

Area sanitaria
- Medico sociale: carica vacante
- Massofisioterapista: Cristiana Piangiarelli
- Massaggiatore: Federico Moretti

## Rosa
Rosa e numerazione, tratte dal sito ufficiale della Maceratese.
| N. |                   | Ruolo | Calciatore                |
| -- | ----------------- | ----- | ------------------------- |
| 1  | Italia (bandiera) | P     | Jacopo Moscatelli         |
| 2  | Italia (bandiera) | D     | Federico Gremizzi         |
| 3  | Italia (bandiera) | D     | Mattia Broli              |
| 4  | Italia (bandiera) | D     | Andrea Bondioli           |
| 5  | Italia (bandiera) | D     | Domenico Marchetti        |
| 6  | Italia (bandiera) | D     | Filippo Gattari           |
| 7  | Italia (bandiera) | C     | Lorenzo De Grazia         |
| 8  | Italia (bandiera) | C     | Alberto Quadri (capitano) |
| 9  | Italia (bandiera) | A     | Matteo Colombi            |
| 10 | Italia (bandiera) | C     | Gianluca Turchetta        |
| 11 | Italia (bandiera) | A     | Nicola Petrilli           |
| 12 | Italia (bandiera) | P     | Nicolas Cantarini         |

| N. |                   | Ruolo | Calciatore            |
| -- | ----------------- | ----- | --------------------- |
| 13 | Italia (bandiera) | D     | Marco Massei          |
| 14 | Italia (bandiera) | D     | Cristian Ventola      |
| 15 | Italia (bandiera) | A     | Diego Allegretti      |
| 16 | Italia (bandiera) | A     | Federico Palmieri     |
| 17 | Italia (bandiera) | C     | Amedeo Massei         |
| 18 | Italia (bandiera) | A     | Erwin Quadrini        |
| 19 | Italia (bandiera) | C     | Nicola Malaccari      |
| 20 | Italia (bandiera) | C     | Francesco Mestre      |
| 21 | Guinea (bandiera) | C     | Ismael Karma Bangoura |
| 22 | Italia (bandiera) | P     | Francesco Forte       |
| 23 | Italia (bandiera) | D     | Federico Franchini    |
| 24 | Italia (bandiera) | D     | Armando Perna         |

## Calciomercato

### Sessione estiva
| Acquisti | Acquisti             | Acquisti       | Acquisti      |
| R.       | Nome                 | da             | Modalità      |
| -------- | -------------------- | -------------- | ------------- |
| P        | Jacopo Moscatelli    | Trodica        | definitivo    |
| D        | Cristian Ventola     | Pescara        | prestito      |
| D        | Federico Franchini   | Carpi          | prestito      |
| D        | Pasquale Di Sabatino | Pescara        | prestito      |
| D        | Mattia Broli         | Trakai         | definitivo    |
| D        | Andrea Bondioli      | Brescia        | prestito      |
| D        | Filippo Gattari      | Campobasso     | definitivo    |
| D        | Domenico Marchetti   | Martina        | definitivo    |
| D        | Federico Gremizzi    | Cremonese      | definitivo    |
| D        | Armando Perna        | AltoVicentino  | svincolato    |
| C        | Alberto Quadri       | Feralpisalò    | definitivo    |
| C        | Gianluca Turchetta   | Forlì          | definitivo    |
| C        | Lorenzo De Grazia    | Ascoli         | prestito      |
| C        | Francesco Mestre     | Empoli         | prestito      |
| C        | Nicola Malaccari     | Lupa Roma      | definitivo    |
| C        | Yassine Belkaid      | Lupa Roma      | fine prestito |
| C        | Ismael Bangoura      | Fidelis Andria | definitivo    |
| A        | Federico Palmieri    | Santarcangelo  | definitivo    |
| A        | Diego Allegretti     | Vibonese       | svincolato    |
| A        | Nicola Petrilli      | Padova         | prestito      |

| Cessioni | Cessioni                 | Cessioni           | Cessioni      |
| R.       | Nome                     | a                  | Modalità      |
| -------- | ------------------------ | ------------------ | ------------- |
| P        | Giuseppe Gabriele Ficara | Catania            | fine prestito |
| D        | Mattia Altobelli         | Teramo             | svincolato    |
| D        | Gianluca Clemente        | Grosseto           | svincolato    |
| D        | Rocco Sabato             | Pavia              | fine prestito |
| D        | Vasco Faísca             | Virtus Francavilla | svincolato    |
| D        | Riccardo Fissore         | sconosciuta        | svincolato    |
| D        | Raffaele Imparato        | Perugia            | svincolato    |
| D        | Francesco Karkalis       | Pescara            | fine prestito |
| D        | Pasquale Di Sabatino     | sconosciuta        | svincolato    |
| C        | Lorenzo Cerrai           | Lupa Roma          | fine prestito |
| C        | Rômulo Eugênio Togni     | Cuneo              | svincolato    |
| C        | Lorenzo Carotti          | Fano               | svincolato    |
| C        | Emanuele D'Anna          | Cosenza            | svincolato    |
| C        | Giovanni Giuffrida       | Vibonese           | svincolato    |
| C        | Yassine Belkaid          | Forsempronese      | svincolato    |
| A        | Nicola Talamo            | Latina             | fine prestito |
| A        | Francesco Potenza        | Lumezzane          | fine prestito |
| A        | Francesco Orlando        | L.R. Vicenza       | fine prestito |
| A        | Giordano Fioretti        | Sambenedettese     | svincolato    |
| A        | Cristian Buonaiuto       | Perugia            | svincolato    |
| A        | Fabio Foglia             | Arezzo             | svincolato    |
| A        | Isnik Alimi              | Atalanta           | fine prestito |

### Sessione invernale(dal 04/01 all'1/02)
| Acquisti | Acquisti | Acquisti | Acquisti |
| R.       | Nome     | da       | Modalità |
| -------- | -------- | -------- | -------- |

| Cessioni | Cessioni | Cessioni | Cessioni |
| R.       | Nome     | a        | Modalità |
| -------- | -------- | -------- | -------- |

## Risultati

### Campionato

#### Girone d'andata
| Bergamo 2016, ore 15:00 CEST 1ª giornata | AlbinoLeffe | Rinviata – | Maceratese | Atleti Azzurri |

| Arbitro: | Alessandro Prontera (Bologna) |

|                   |           |                                   |
| Quadri 33’ (rig.) | Marcatori | 30’ Tortolano 48’ (rig.) Fioretti |

| Modena 10 settembre 2016, ore 20.30 3ª giornata | Modena                       | 0 – 0 referto | Maceratese | Alberto Braglia (2 472 spett.)\| Arbitro: \| Vito Mastrodonato (Molfetta) \| |
| Arbitro:                                        | Vito Mastrodonato (Molfetta) |               |            |                                                                              |

| Macerata 13 settembre 2016, ore 20.30 CEST 4ª giornata | Maceratese                   | 0 – 0 referto | Ancona | Helvia Recina (1 713 spett.)\| Arbitro: \| Niccolò Pagliardini (Arezzo) \| |
| Arbitro:                                               | Niccolò Pagliardini (Arezzo) |               |        |                                                                            |

| Arbitro: | Cipriani (Empoli) |

|             |           |                |
| Dettori 21’ | Marcatori | 90+4’ Palmieri |

| Arbitro: | Mantelli (Brescia) |

|                         |           |                                                  |
| Gattari 22’ Ventola 52’ | Marcatori | 24’ Berrettoni 36’ (rig.), 72’ Arma 78’ Cattaneo |

| Fano 1 ottobre 2016, ore 18.30 CEST 7ª giornata | Fano             | 0 – 0 referto | Maceratese | Raffaele Mancini (2 550 spett.)\| Arbitro: \| D'Apice (Arezzo) \| |
| Arbitro:                                        | D'Apice (Arezzo) |               |            |                                                                   |

| Arbitro: | Di Gioia |

|                   |           |  |
| Carini 42’ (aut.) | Marcatori |  |

| Gubbio 15 ottobre 2016, ore 18.30 CEST 9ª giornata | Gubbio | – | Maceratese | Pietro Barbetti |

| Reggio Emilia 22 ottobre 2016, ore 16.30 CET 10ª giornata | Reggiana | – | Maceratese | Mapei Stadium |

| Macerata 29 ottobre 2016, ore 20.30 CET 11ª giornata | Maceratese | – | Lumezzane | Helvia Recina |

| Salò 5 novembre 2016, ore 16.30 CET 12ª giornata | Feralpisalò | – | Maceratese | Lino Turina |

| Macerata 12 novembre 2016, ore 20.30 CET 13ª giornata | Maceratese | – | Parma | Helvia Recina |

| Bassano del Grappa 19 novembre 2016, ore 18.30 CET 14ª giornata | Bassano Virtus | – | Maceratese | Rino Mercante |

| Macerata 26 novembre 2016, ore 18.30 CET 15ª giornata | Maceratese | – | Forlì | Helvia Recina |

| Macerata 4 dicembre 2016, ore 15:00 CET 16ª giornata | Maceratese | – | Südtirol | Helvia Recina |

| Teramo 7 dicembre 2016, ore 15:00 CET 17ª giornata | Teramo | – | Maceratese | Gaetano Bonolis |

| Macerata 11 dicembre 2016, ore 15:00 CET 18ª giornata | Maceratese | – | Santarcangelo | Helvia Recina |

| Venezia 18 dicembre 2016, ore 15:00 CET 19ª giornata | Venezia | – | Maceratese | Pier Luigi Penzo |

#### Girone di ritorno
| Macerata 26 dicembre 2016, ore 15:00 CEST 20ª giornata | Maceratese | – | AlbinoLeffe | Stadio Helvia Recina |

| San Benedetto del Tronto 30 dicembre 2016, ore 15:00 CEST 21ª giornata | Sambenedettese | – | Maceratese | Riviera delle Palme |

| Macerata 22 gennaio 2017, ore 15:00 CEST 22ª giornata | Maceratese | – | Modena | Helvia Recina |

| Ancona 29 gennaio 2017, ore 15:00 CEST 23ª giornata | Anconitana | – | Maceratese | Del Conero |

| Macerata 5 febbraio 2017, ore 15:00 CEST 24ª giornata | Maceratese | – | Padova | Helvia Recina |

| Pordenone 12 febbraio 2017, ore 15:00 CEST 25ª giornata | Pordenone | – | Maceratese | Ottavio Bottecchia |

| Macerata 19 febbraio 2017, ore 15:00 CEST 26ª giornata | Maceratese | – | Fano | Helvia Recina |

| Mantova 26 febbraio 2017, ore 15:00 CEST 27ª giornata | Mantova | – | Maceratese | Danilo Martelli |

| Macerata 5 marzo 2017, ore 15:00 CEST 28ª giornata | Maceratese | – | Gubbio | Helvia Recina |

| Macerata 12 marzo 2017, ore 15:00 CET 29ª giornata | Maceratese | – | Reggiana | Helvia Recina |

| Lumezzane 19 marzo 2017, ore 15:00 CET 30ª giornata | Lumezzane | – | Maceratese | Tullio Saleri |

| Macerata 26 marzo 2017, ore 15:00 CET 31ª giornata | Maceratese | – | Feralpisalò | Helvia Recina |

| Parma 2 aprile 2017, ore 15:00 CET 32ª giornata | Parma | – | Maceratese | Ennio Tardini |

| Macerata 5 aprile 2017, ore 15:00 CET 33ª giornata | Maceratese | – | Bassano Virtus | Helvia Recina |

| Forlì 9 aprile 2017, ore 15:00 CET 34ª giornata | Forlì | – | Maceratese | Stadio Tullo Morgagni |

| Bolzano 16 aprile 2017, ore 15:00 CET 35ª giornata | Südtirol | – | Maceratese | Druso |

| Macerata 23 aprile 2017, ore 15:00 CET 36ª giornata | Maceratese | – | Teramo | Helvia Recina |

| Santarcangelo di Romagna 30 aprile 2017, ore 15:00 CET 37ª giornata | Santarcangelo | – | Maceratese | Stadio Valentino Mazzola |

| Macerata 7 maggio 2017, ore 15:00 CET 38ª giornata | Maceratese | – | Venezia | Stadio Helvia Recina |

### Coppa Italia

#### Primo Turno
| Arbitro: | Mantelli (Brescia) |

|                                     |                      |                                          |
| Lauria 4’ Meloni 85’, 109’          | Marcatori            | 15’ Colombi 73’, 104’ Turchetta          |
| Meloni Beccaro Aliù Pignat Radrezza | Tiri di rigore 3 – 4 | Turchetta Quadri Kouko Gattari Malaccari |

#### Secondo turno
| Arbitro: | Piccinini (Forlì) |

|                                                |           |                                  |
| Catellani 11’ (rig.), 47’ Marchetti 37’ (aut.) | Marcatori | 88’ Palmieri 90+5’ (rig.) Quadri |

## Statistiche
Aggiornate all'8 ottobre 2016

### Statistiche di squadra
| Competizione          | Punti            | In casa | In casa | In casa | In casa | In casa | In casa | In trasferta | In trasferta | In trasferta | In trasferta | In trasferta | In trasferta | Totale | Totale | Totale | Totale | Totale | Totale | D.R. |
| Competizione          | Punti            | G       | V       | N       | P       | Gf      | Gs      | G            | V            | N            | P            | Gf           | Gs           | G      | V      | N      | P      | Gf     | Gs     | D.R. |
| --------------------- | ---------------- | ------- | ------- | ------- | ------- | ------- | ------- | ------------ | ------------ | ------------ | ------------ | ------------ | ------------ | ------ | ------ | ------ | ------ | ------ | ------ | ---- |
| Campionato            | 46(-4)           | 19      | 6       | 9       | 4       | 17      | 14      | 19           | 6            | 5            | 8            | 19           | 26           | 38     | 12     | 14     | 12     | 36     | 40     | -4   |
| Coppa Italia          | secondo turno    | 0       | 0       | 0       | 0       | 0       | 0       | 2            | 0            | 1            | 1            | 4            | 5            | 2      | 0      | 1      | 1      | 4      | 5      | -1   |
| Coppa Italia Lega Pro | ottavi di finale | 1       | 1       | 0       | 0       | 2       | 1       | 1            | 0            | 0            | 1            | 1            | 2            | 2      | 1      | 0      | 1      | 3      | 3      | 0    |
| Totale                | 46               | 20      | 7       | 9       | 4       | 19      | 15      | 22           | 6            | 6            | 10           | 24           | 33           | 42     | 13     | 15     | 14     | 43     | 48     | -5   |

### Andamento in campionato
| Giornata  | 1  | 2  | 3  | 4  | 5  | 6  | 7  | 8  | 9 | 10 | 11 | 12 | 13 | 14 | 15 | 16 | 17 | 18 | 19 | 20 | 21 | 22 | 23 | 24 | 25 | 26 | 27 | 28 | 29 | 30 | 31 | 32 | 33 | 34 | 35 | 36 | 37 | 38 |
| --------- | -- | -- | -- | -- | -- | -- | -- | -- | - | -- | -- | -- | -- | -- | -- | -- | -- | -- | -- | -- | -- | -- | -- | -- | -- | -- | -- | -- | -- | -- | -- | -- | -- | -- | -- | -- | -- | -- |
| Luogo     | T  | C  | T  | C  | T  | C  | T  | C  | T | T  | C  | T  | C  | T  | C  | C  | T  | C  | T  | C  | T  | C  | T  | C  | T  | C  | T  | C  | C  | T  | C  | T  | C  | T  | T  | C  | T  | C  |
| Risultato |    | P  | N  | N  | N  | P  | N  | V  |   |    |    |    |    |    |    |    |    |    |    |    |    |    |    |    |    |    |    |    |    |    |    |    |    |    |    |    |    |    |
| Posizione | 12 | 18 | 16 | 17 | 17 | 19 | 19 | 14 |   |    |    |    |    |    |    |    |    |    |    |    |    |    |    |    |    |    |    |    |    |    |    |    |    |    |    |    |    |    |

Fonte:  GIRONE B STATISTICA, su lega-pro.com.
Legenda:

Luogo: C = Casa; T = Trasferta. Risultato: V = Vittoria; N = Pareggio; P = Sconfitta.